# Hohentengen (Oberschwaben)
Hohentengen ist eine Gemeinde im Landkreis Sigmaringen in Baden-Württemberg.

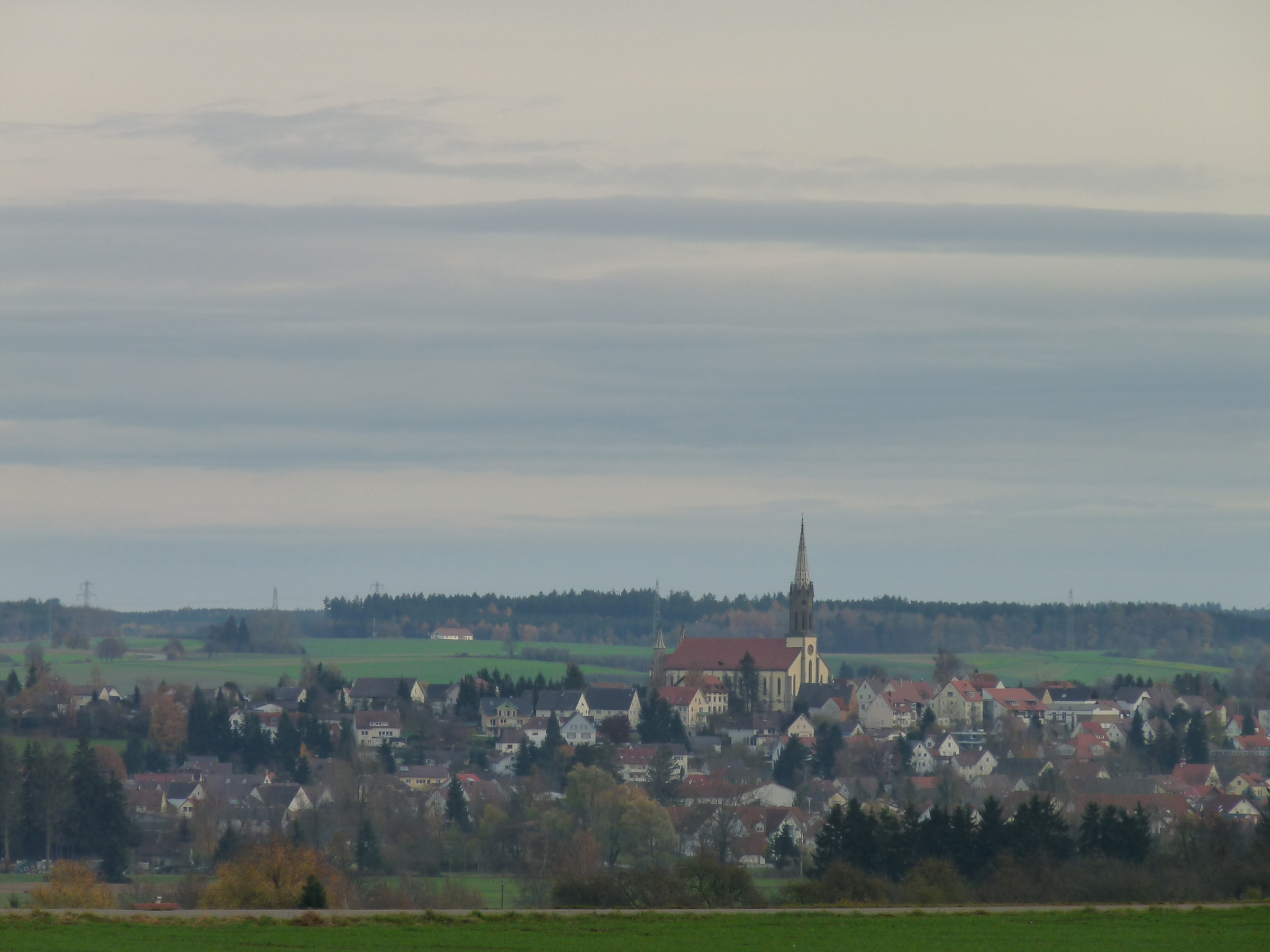
Hohentengen

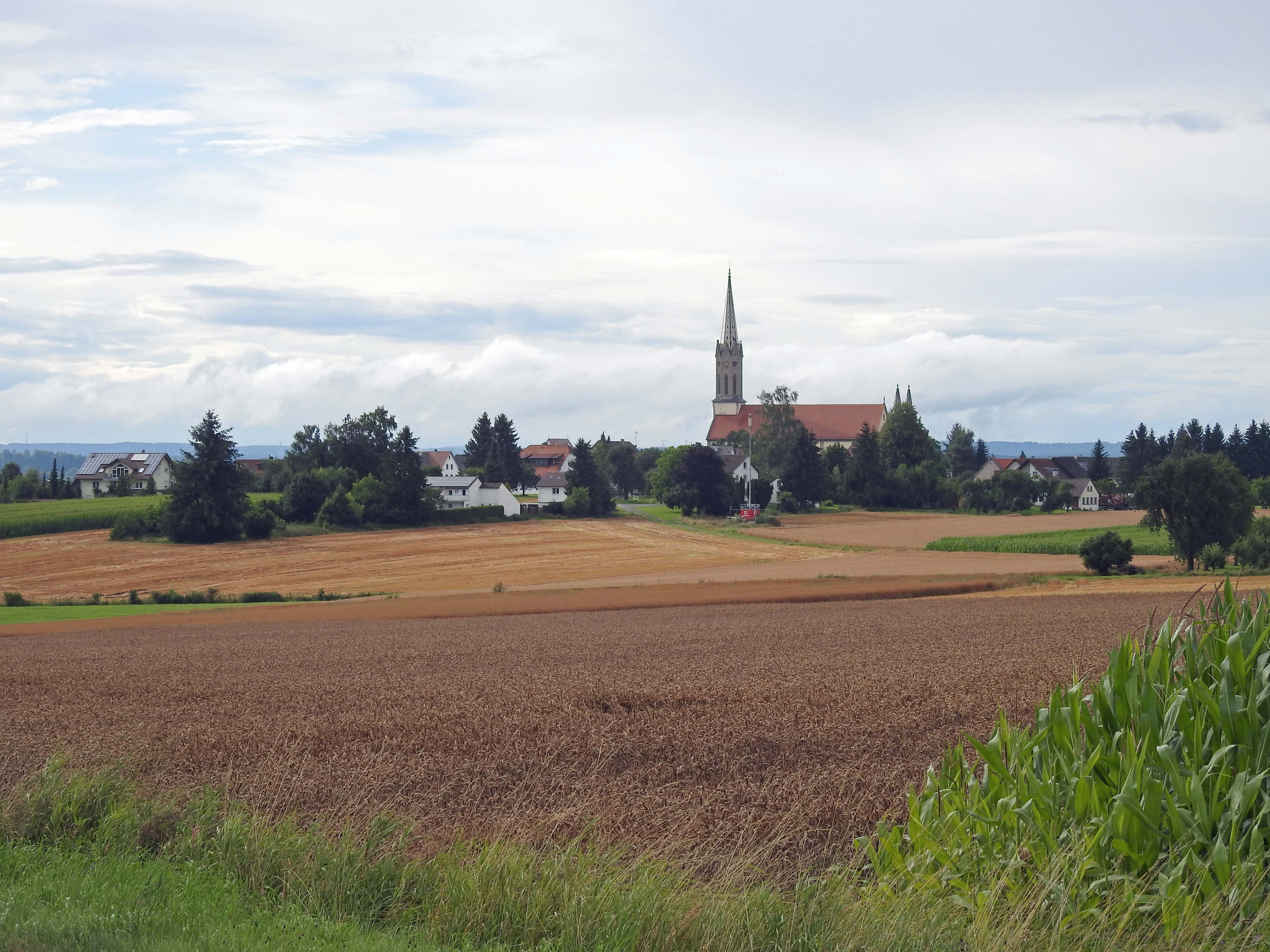
Hohentengen von Südosten

## Geographie

### Geographische Lage
Hohentengen liegt etwa 20 Kilometer südöstlich von Sigmaringen in einer eiszeitlichen Endmoränenlandschaft auf einer Höhe von 594 m ü. NN. Der Landschafts- und Verwaltungsraum, dessen Hauptort Hohentengen ist, wird Göge genannt. Die Gemarkungsfläche umfasst rund 3657 Hektar (Stand: 31. Dezember 2010).

### Gemeindegliederung
Die Gemeinde besteht aus den Gemeindeteilen Beizkofen (mit dem Dorf Beizkofen, dem Gehöft Ostrachmühle und den Häusern Riedsäge), Bremen, Eichen, Enzkofen (mit dem Dorf Enzkofen und dem Gehöft Notzenmühle), Günzkofen, Hohentengen (mit dem Dorf Hohentengen und dem Gehöft Riedmühle), Ölkofen (mit dem Dorf Ölkofen und dem Weiler Hagelsburg), Ursendorf (mit dem Dorf Ursendorf und den Weilern Altensweiler und Repperweiler), sowie Völlkofen (mit dem Dorf Völlkofen und dem Weiler Birkhöfe). Insgesamt hat die Gemeinde Hohentengen 4201 Einwohner (Stand: 31. Dezember 2019).
| Wappen                | Ortsteil                                        | Einwohner (Stand: Dez. 2023) | Fläche (Stand: 31. Dez. 2010) | Fläche (Stand: 31. Dez. 2010) |
| --------------------- | ----------------------------------------------- | ---------------------------- | ----------------------------- | ----------------------------- |
| Hohentengen           | Hohentengen mit Beizkofen                       | 2.256                        | 694 ha                        | 6.938.183 m²                  |
| Kein Wappen Verfügbar | Bremen                                          | 292                          | 260 ha                        | 2.603.961 m²                  |
| Eichen                | Eichen                                          | 140                          | 304 ha                        | 3.037.190 m²                  |
| Kein Wappen Verfügbar | Enzkofen                                        | 219                          | 185 ha                        | 1.845.094 m²                  |
| Kein Wappen Verfügbar | Günzkofen                                       | 244                          | 335 ha                        | 3.352.674 m²                  |
| Kein Wappen Verfügbar | Ölkofen                                         | 471                          | 607 ha                        | 6.070.994 m²                  |
| Kein Wappen Verfügbar | Ursendorf davon Altensweiler davon Repperweiler | 327 ??                       | 661 ha                        | 6.607.144 m²                  |
| Kein Wappen Verfügbar | Völlkofen                                       | 399                          | 611 ha                        | 6.113.137 m²                  |

### Schutzgebiete
In Hohentengen liegt das Natur- und Landschaftsschutzgebiet Ölkofer Ried sowie die Landschaftsschutzgebiete Enzkofer Ried und Schlucht im Grund. Nordwestlich von Hohentengen liegt zudem ein Teilgebiet des FFH-Gebiets Riede und Gewässer bei Mengen und Pfullendorf.

## Geschichte

### Ortsgeschichte
Der älteste archäologische Fund ist das Skelettgrab von Beizkofen aus der Frühbronzezeit.
Alemannen wanderten im 6. Jahrhundert in die Gegend ein und siedelten sich um den Kugelberg an. Aus einer wohl heidnischen Kultstätte ging dann später die St.-Michaels-Kirche hervor. 1250 standen die Vogt- und Patronatsrechte über die Pfarrkirche Hohentengen dem Grafen Wolfrad senior von Veringen zu. Um 1275 war Hohentengen (Diengen) eines der größten Dekanate der Diözese Konstanz. Es umfasste Hohentengen, Mengen, Ennetach, Blochingen, Scheer, Bingen, Sigmaringendorf, Ablach, Krauchenwies, Rulfingen, Rosna, Habsthal, Levertsweiler, Hausen, Bittelschieß, Zell, Magenbuch, Einhart, Ostrach, Waldbeuren, Königseggwald, Hoßkirch, Bachhaupten und Friedberg. Am 19. Mai 1282 verkaufte Graf Mangold von Nellenburg die Grafschaft Tiengewe und Ergewe (Ertigau) an König Rudolf von Habsburg. Hohentengen (Diengen) wurde Sitz eines eigenen Amtes und Sitz des Hochgerichts. Die Thingstätte der Göge war ebenfalls in Hohentengen.
Der Name „Hohentengen“ hat im Laufe der Jahrhunderte verschiedene Wechsel erfahren: Diengen (1272), Dyengen (1412), Hohentuengen (1469). In einer Urkunde, die auf den 25. August 1553 datiert, wird der Flecken als Hochendengen genannt. Dieser wiederum ist ein -ingen-Ort und nach der Sippe der Tuginge benannt, die sich in einer Reihe von Orten niedergelassen hat.
Im 16. Jahrhundert wuchs der Widerstand der Bauern gegen den Adel, viele Bauern schlossen sich dem Baltringer Haufen an. 1591 kam es im Widerstand gegen die Bauernschinderei des waldburg’schen Truchsessen Christoph von Scheer zur „Hohentenger Rebellion“. Während des Dreißigjährigen Kriegs (1618–1648) blieb der Landstrich nicht verschont, um 1635 standen ganze Dörfer leer.
Im Jahr 1799, während der Schlacht bei Ostrach, entspann sich um Hohentengen ein wechselvoller Kampf. Hohentengen wurde mehrmals eingenommen und wieder verloren, bis die kaiserlich-österreichischen Truppen durch die Wegnahme der Dörfer Bremen und Enzkofen die Franzosen endgültig zum Rückzug nötigten. Bis 1806 gehörte der Ort zu Vorderösterreich. Im Zuge der Neuordnung Europas durch Napoleon kam er an das Königreich Württemberg. Hohentengen gehörte seither zum Oberamt Saulgau. Die Verwaltungsreform während der NS-Zeit in Württemberg führte 1938 zur Zugehörigkeit zum Landkreis Saulgau. 1945 wurde Hohentengen Teil der Französischen Besatzungszone und gelangte somit zum neu gegründeten Land Württemberg-Hohenzollern, welches 1952 im Land Baden-Württemberg aufging.
Mit der Auflösung des Landkreises Saulgau kam Hohentengen am 1. Januar 1973 zum Landkreis Sigmaringen.

### Eingemeindungen
Im Zuge der Gebietsreform in Baden-Württemberg wurden Beizkofen (am 1. Januar 1970), Enzkofen, Ölkofen und Völlkofen (am 1. Januar 1973), Eichen und Günzkofen (am 1. Januar 1974) sowie Bremen und Ursendorf (am 1. Januar 1975) nach Hohentengen eingemeindet.

## Politik

### Gemeinderat
Die gewählten ehrenamtlichen Gemeinderäte und der Bürgermeister als stimmberechtigter Vorsitzender bilden den Gemeinderat. Dieser wird in Hohentengen nach dem Verfahren der unechten Teilortswahl gewählt. Dabei kann sich die Zahl der Gemeinderäte durch Überhangmandate verändern. In der aktuellen Wahlperiode hat er 18 Mitglieder. Die Kommunalwahl am 9. Juni 2024 führte bei einer Wahlbeteiligung von 63,3 % (2019: 65,7 %) zu folgendem amtlichen Endergebnis:
| Partei / Liste | Stimmenanteil | +/-  | Sitze | +/- |
| CDU            | 67,5 %        | +9,2 | 12    | +1  |
| Freie Wähler   | 32,5 %        | −9,2 | 6     | - 1 |

In der Gemeinde Hohentengen gibt es keine Ortschaftsverfassung, d. h., es gibt keine Ortschaftsräte, keine Ortsvorsteher und keine Ortschaftsverwaltung. Alle kommunalen Angelegenheiten werden durch den Gemeinderat geregelt.

### Bürgermeister
Am 22. September 2024 wurde Florian Pfitscher mit 63,4 Prozent der Stimmen zum Bürgermeister gewählt. Amtsinhaber Peter Rainer war nicht erneut angetreten. Pfitscher trat das Amt am 1. Dezember 2024 an.
- 1967–1987: Gerhard Mattes[17]
- 1987–1992: Harald Klein[18]
- 1992–2008: Franz Ott (FWV)
- 2008–2024: Peter Rainer (CDU)
- seit 2024: Florian Pfitscher

### Wappen
| Wappen der Gemeinde Hohentengen | Blasonierung: „In Schwarz ein aufgerichteter, doppelschwänziger, rot bezungter goldener (gelber) Löwe, mit den Vorderpranken ein rotes Schildchen, darin ein silberner (weißer) Balken, haltend.“ |
| Wappen der Gemeinde Hohentengen | Wappenbegründung: Kaiser Leopold verlieh den Ammännern und Gerichten des Amts Hohentengen am 6. November 1682 das später auf die Gemeinde Hohentengen übergegangene Wappen. Die Oberhoheit über das Amt Hohentengen hatten damals die Truchsessen von Waldburg, deren goldener Schild drei schwarze Löwen zeigt, als österreichisches Lehen inne. Der in ausgetauschten Farben im Wappen von Hohentengen erscheinende Löwe, der den österreichischen Bindenschild in den Pranken hält, darf vielleicht als Hinweis auf dieses ehemalige Rechtsverhältnis angesehen werden. Die Verleihung des Wappens hängt mit den damaligen Zeitumständen zusammen. Die Lehensleute des Amtes Hohentengen lagen dauernd im Streit mit ihrer Obrigkeit in Scheer wegen ungerechtfertigten Abgaben und Maßnahmen gegen die Lehensleute (Hohentenger Rebellion 1591). In ihrer Not schickten sie Abgesandte an das kaiserliche Gericht in Innsbruck, das für diesen Raum zuständig war. Zuletzt gingen sie sogar an den kaiserlichen Hof in Wien, um ihre Rechte zu erstreiten. Der Streit dauerte mit Unterbrechungen rund 120 Jahre lang. Vielleicht wollte der Kaiser durch die Verleihung dieses Wappens den Grafen und Truchsessen in Scheer seine Macht zeigen. Jedenfalls sollen die Beamten in Scheer das Wappen nur zähneknirschend hingenommen haben. Wer diesen Wappenbrief anzweifelte, musste 10 Mark Gold Strafe zahlen. |

### Gemeindepartnerschaften
Seit 2001 unterhält die Gemeinde Hohentengen Partnerschaften mit den elf selbständigen Gemeinden des Gemeindeverbandes Communauté de communes Cœur de Combrailles in Frankreich (Ayat-sur-Sioule, Biollet, Châteauneuf-les-Bains, Charensat, Espinasse, Gouttières, Sainte-Christine, Saint-Gervais-d’Auvergne, Saint-Julien-la-Geneste, Saint-Priest-des-Champs und Sauret-Besserve). Sie wird durch den „Partnerschaftsverein Hohentengen“ und auf französischer Seite durch das „Comité de Jumelage“ gepflegt.
Sie geht zurück auf eine seit 1965 bestehende freundschaftliche Beziehung zwischen den beiden Sportvereinen AS Charensat und SV Hohentengen, die 1991 in die Gründung einer kommunalen Partnerschaft zwischen den Gemeinden Charensat und Hohentengen mündete. Die beiden damaligen Bürgermeister Albert Besse (Charensat) und Klein (Hohentengen) unterzeichneten damals die Partnerschaftsurkunde in einem feierlichen Akt in Hohentengen. Jedoch fanden die Bürgerbegegnungen auch Jahre danach fast ausschließlich zwischen den beiden Sportvereinen statt. Ein wesentlicher Grund dafür lag im Ungleichgewicht der Einwohnerzahlen und damit auch an vergleichbaren Vereinsangeboten. Durch die Eingemeindungen hatte Hohentengen rund 4.000 Einwohner, Charensat nur rund 700 Einwohner. Bürgermeister Franz Ott suchte nach einem Weg, die Partnerschaft auf eine breitere Basis zu stellen und fand für seinen Vorschlag einer Partnerschaftserweiterung die mehrheitliche Zustimmung unter den Bürgermeisterkollegen des Kantons Saint-Gervais-d’Auvergne. Nachdem danach auch der Gemeinderat Hohentengen ihre Zustimmung erteilte, erfolgte die Erweiterung 2001.
Im Sommer 1991 wurde anlässlich der 25-jährigen Freundschaft eine Gedenktafel bei der Schule in Hohentengen errichtet.

## Kultur und Sehenswürdigkeiten

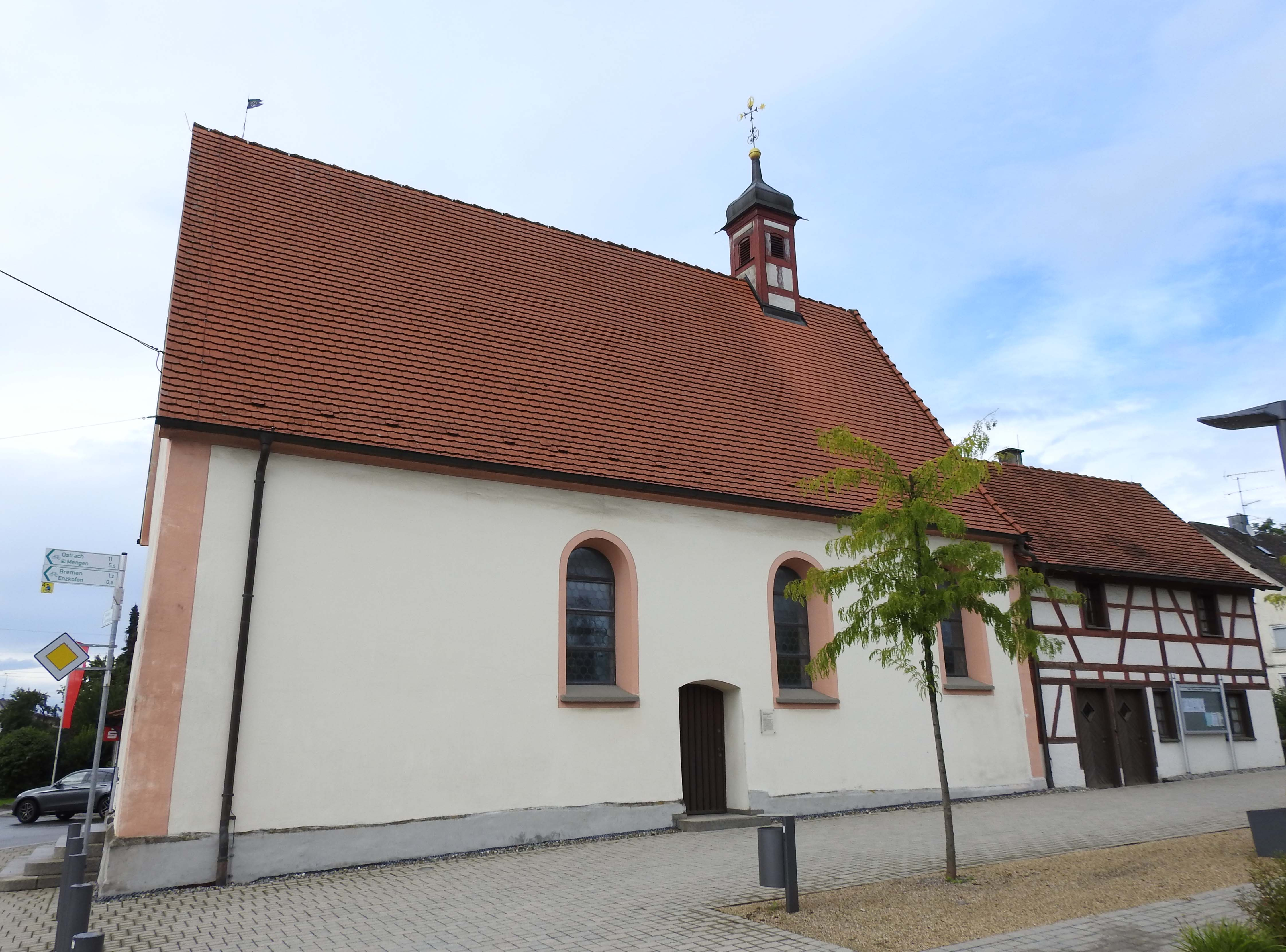
Marienkapelle in Hohentengen

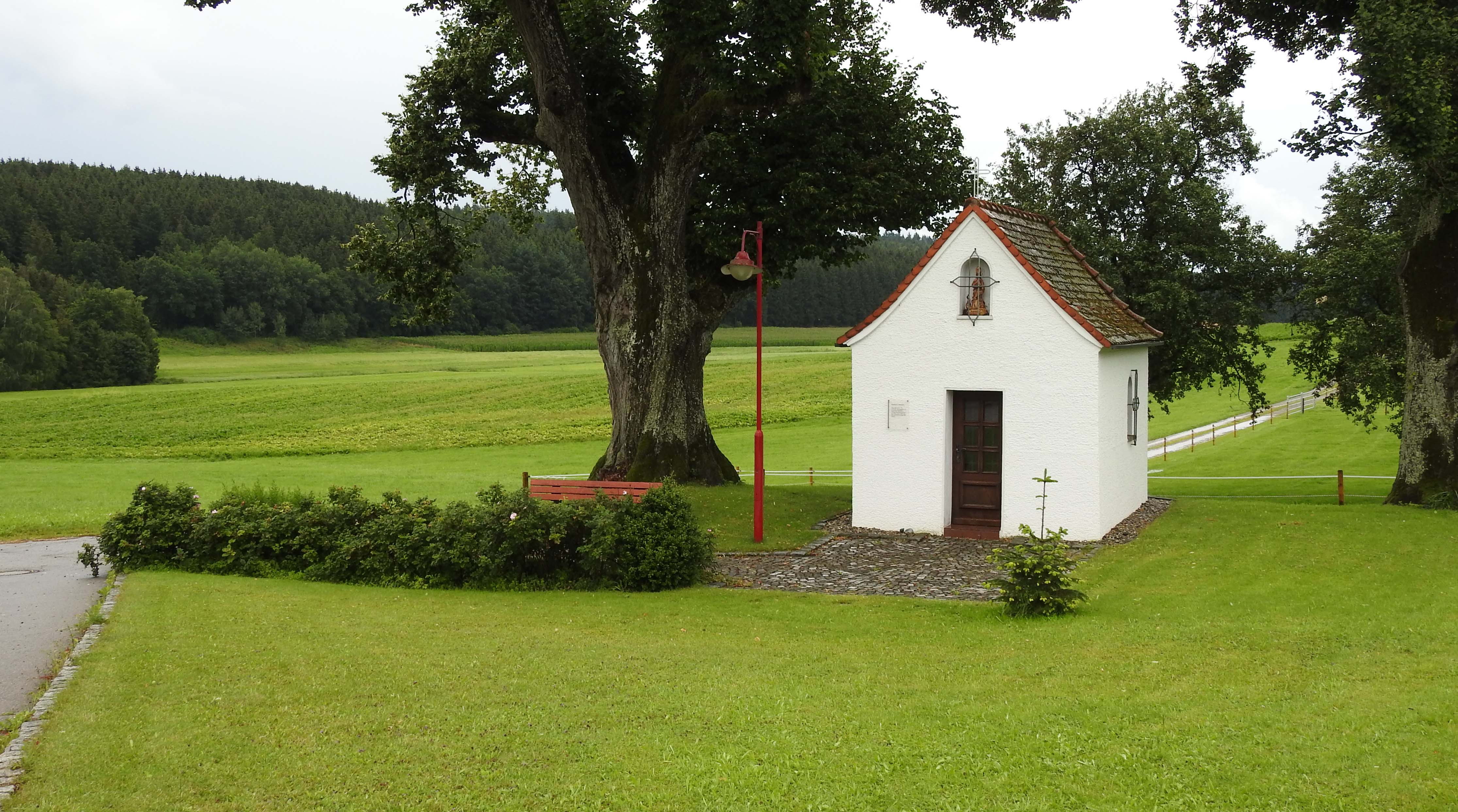
Kapelle St. Arbogast in Repperweiler

Hohentengen ist Teil der Tourismusregion „Oberschwäbische Donau“.

### Bauwerke
- Die Kirche St. Michael in Hohentengen stammt ursprünglich aus dem 15. Jahrhundert. Sie wurde 1848–1852 von Gottlieb Pfeilsticker neu gebaut und gilt als bedeutendster Kirchenbau der Jahrhundertmitte in Oberschwaben.
- Die Marienkapelle ist die älteste Kapelle der Gegend. Sie ist gotischen Ursprungs, wurde 1784 barockisiert und war ehemals Wallfahrtskirche.
- Die Kapelle im Ortsteil Beizkofen wurde 1728 erbaut.
- Aus dem Jahr 1732 stammt die dem Heiligen Wendelin geweihte Dorfkapelle in Eichen.
- Die Kapelle in Enzkofen ist expressionistischen Stils. Sie wurde 1926 von Otto Linder gestaltet.
- Die neugotische Kapelle im Ortsteil Günzkofen wurde im Jahr 1877 erbaut.
- Die Kapelle in Völlkofen ist ebenfalls neugotisch.
- Die Ursendorfer Kapelle wurde im Jahr 1900 im Backstein-Sichtmauerwerk erbaut.
- Die Kapelle St. Wendelin in Eichen besitzt ein im Jägersee gefundenes massives Holzkreuz mit dem gekreuzigten Jesus in Echtgröße.
- In der Sandgrube in Ursendorf finden sich etwa 20 Millionen Jahre alte Haifischzähne.

### Sport
- In der Gemeinde Hohentengen gibt es zahlreiche Sportvereine: den Sportverein Hohentengen, den Sportverein Ölkofen, den Tennisclub Hohentengen, den Freizeitsportverein Göge-Hohentengen, die Radfreunde Göge, den Gögemer Angelverein, Tae Kwon Do Mengen-Hohentengen und Kickboxen Hohentengen.

### Musik
Der Musikverein Hohentengen wurde 1819 als Beizkofer Blechblasgesellschaft gegründet, außerdem gibt es einen Kinder- und Jugendchor, die Schalmeienkapelle Völlkofen, den Spielmannszug Bremen, den Fanfarenzug Enzkofen und den Musikzug Ölkofen.

### Regelmäßige Veranstaltungen

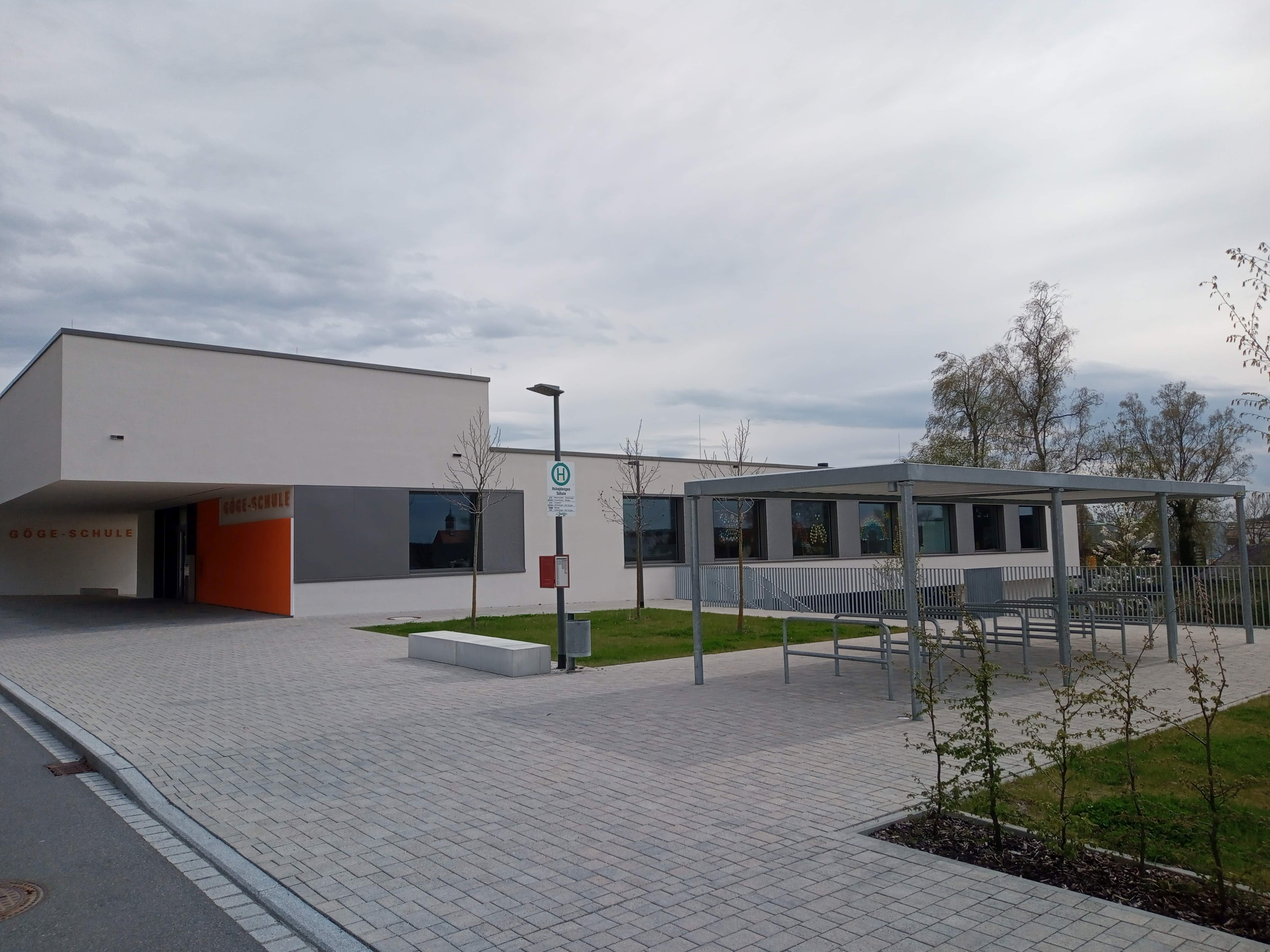
Göge-Schule Hohentengen

- Hohentengen ist eine Hochburg der schwäbisch-alemannischen Fasnet. Höhepunkte der Gögemer Fasnet sind die Hausfasnet am Gompigen Donnschdig mit Rathaussturm, die Kindergarten- und Schülerbefreiung sowie am Abend der Hemadglonkerumzug, welcher auch in jedem anderen Gögedorf stattfindet, sowie der traditionelle große Fasnetsumzug am Fasnetssonntag mit vielen Motivwagen, bei welchen die kommunale Politik auf die Schippe genommen wird, mit vielen tausend Hästrägern und ebenso vielen Zuschauern aus der gesamten Region. Ausrichter des Umzugs ist jedes Jahr ein anderer Narrenverein aus der Göge, welche allesamt geschlossen als Göge-Narren auftreten.
- Alle zwei Jahre findet im Juli im Oberdorf das von den Vereinen ausgerichtete Straßenfest statt.
- Alljährlich findet in der Göge-Halle das Weinfest des Musikvereins statt. Im Oktober wird die Halle mit herbstlicher Dekoration zu einer Weinlaube geschmückt.
- Der St. Leonhardiritt ist eine jährliche Reitprozession,[26] die von Ölkofen über Beizkofen nach Hohentengen und zurück nach Ölkofen führt. Der Brauch ist auf das 17. Jahrhundert zurückzuführen. Seit dem Jahr 1935 findet der Ritt immer um den 6. November, dem Fest des Heiligen Leonhard statt. Die Einweihung der Ölkofer Kapelle zu Ehren des Heiligen Leonhards war der Anlass für den ersten Leonhardiritt. Aus diesem Grund ist der Leonhardiritt, wie er auch genannt wird, bei heute fester Bestandteil des Ölkofer Kapellenpatrozinums.[27][28]

## Wirtschaft und Infrastruktur

### Verkehr
Der Flugplatz Mengen-Hohentengen (ICAO-Code: EDTM) ist wichtiges Infrastrukturelement für die Region. Der Öffentliche Nahverkehr wird durch den Verkehrsverbund Neckar-Alb-Donau (NALDO) gewährleistet.

### Bundeswehr
Die Oberschwaben-Kaserne Mengen/Hohentengen wurde 2012 im Rahmen der Bundeswehrreform geschlossen und der Standort mit vormals 820 Dienstposten damit aufgegeben.

### Bildung
Hohentengen unterhielt bis 2010 eine Grund- und Hauptschule, die sogenannte Göge-Schule. Seit der Schließung der Hauptschule zum Schuljahr 2010 / 2011 ist die Schule eine reine Grundschule.

## Söhne und Töchter des Dorfes
- Josef Anton Mesmer (1747–1827), Kirchenmaler
- Anton Munding (1903–1976), Maler, geboren in Günzkofen
- Horst Kiesecker (1934–2020), Politiker (SPD), Landtagsabgeordneter
- Klaus Stuböck (* 1940), Mediziner und Träger des Bundesverdienstkreuzes am Bande
- Klaus Burger (* 1958), Politiker (CDU), Landtagsabgeordneter
- Dimitrij Schaad (* 1985), Schauspieler, lebte in seiner Kindheit und Jugend im Teilort Enzkofen
- Alex Schaad (* 1990), Regisseur und Grimmepreisträger, lebte in seiner Kindheit und Jugend im Teilort Enzkofen

## Ehrenbürger der Gemeinde
- Johann Sauter (* 1939), hat sich durch sein ehrenamtliches Engagement in zahlreichen Vereinen und bei kommunalen Veranstaltungen um die Gemeinde Hohentengen verdient gemacht. Er wurde 2016 der erste Ehrenbürger der Gemeinde.[31]
- Hermann Brendle (* 1936), Heimatforscher, Autor der 3-bändigen Chronik der Gemeinde Hohentengen, wurde für sein Werk 2022 zum zweiten Ehrenbürger der Göge.